# Santa Coloma de Vià
Santa Coloma de Vià és l'església, antigament parroquial, del poble de Vià, que actualment pertany a la comuna alt-cerdana de Font-romeu, Odelló i Vià, a la Catalunya del Nord.
Està situada uns 200 metres al nord-oest del poble, fora del nucli de població, molt a prop al sud de l'Estació de Font-romeu, Odelló i Vià del Tren Groc. El cementiri de Vià és a l'entorn de l'església.

## Història
L'església s'encomanà a l'advocació de Santa Coloma. Com en el cas d'altres temples de la zona, la més antiga menció escrita apareix a l'Acta de consagració de la catedral d'Urgell (abans es creia que era de l'any 839, però s'ha descobert recentment que no és anterior al 1010), amb la grafia Avizano. El nom de l'església apareix per primer cop, doncs, en un document de mitjan segle x, quan el comte Sunifred II de Cerdanya (ca 915 - 968) llegà al monestir de Sant Llorenç prop Bagà un alou que limitava amb Santa Maria; i el 1163 consta en una butlla papal relativa als béns del monestir de Sant Martí de Canigó.
L'església actual es començà a edificar al segle xiii i hauria succeït el temple original, versemblantment una petita construcció insuficient per a les necessitats del moment. Al llarg dels segles ha estat modificada considerablement. Va ser declarada monument històric de França el 1964.

## Arquitectura

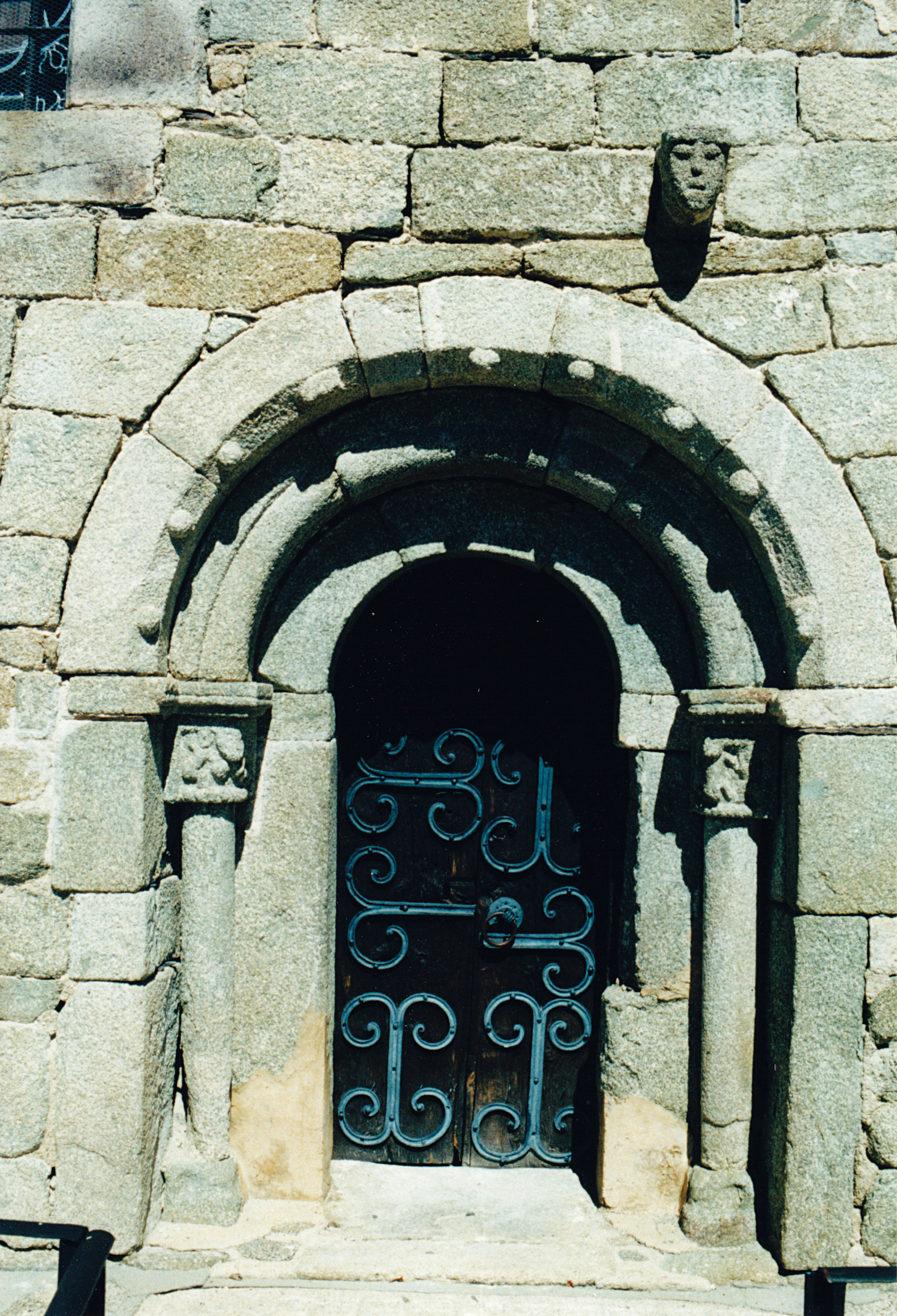
El portal

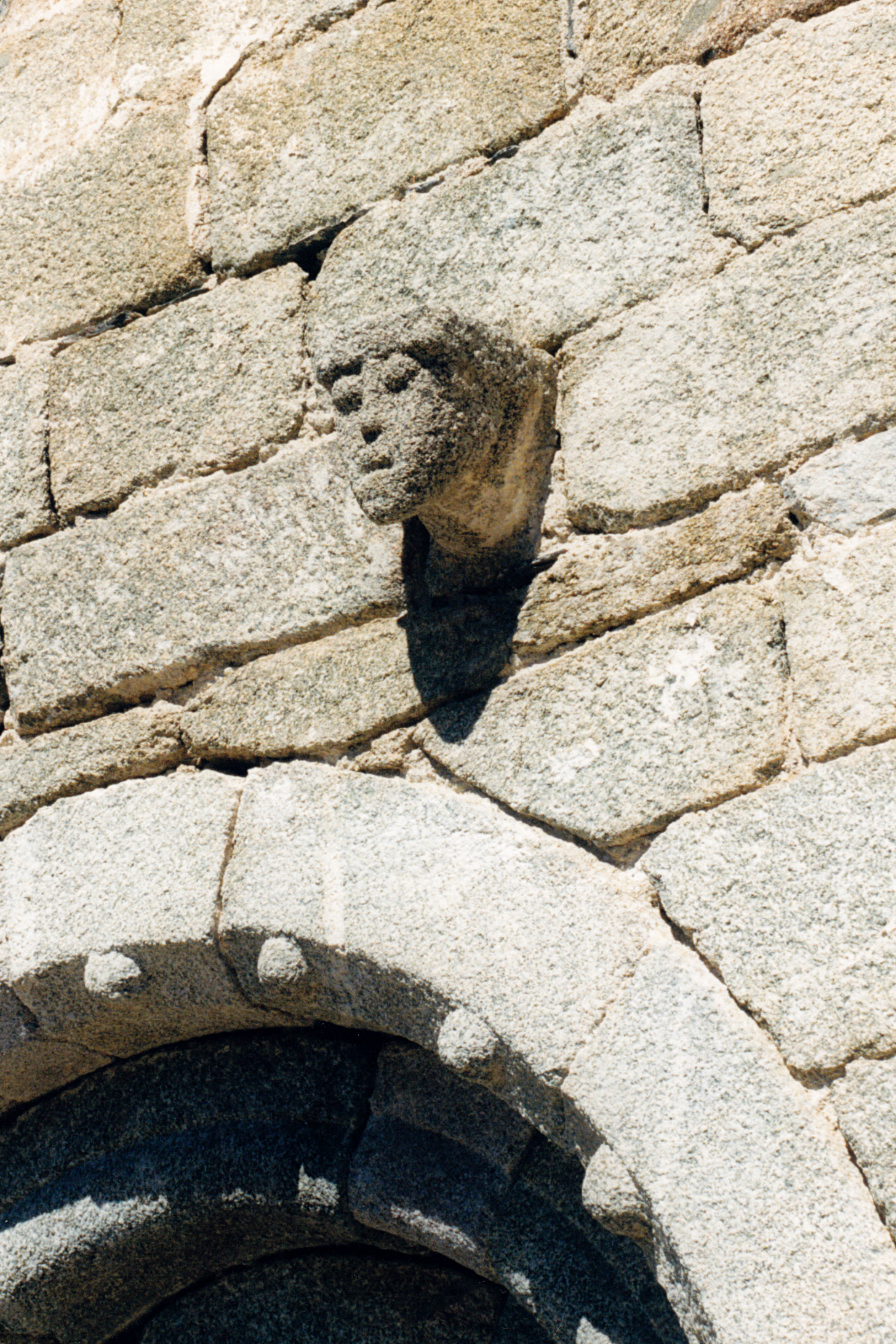
Detall de la mènsula

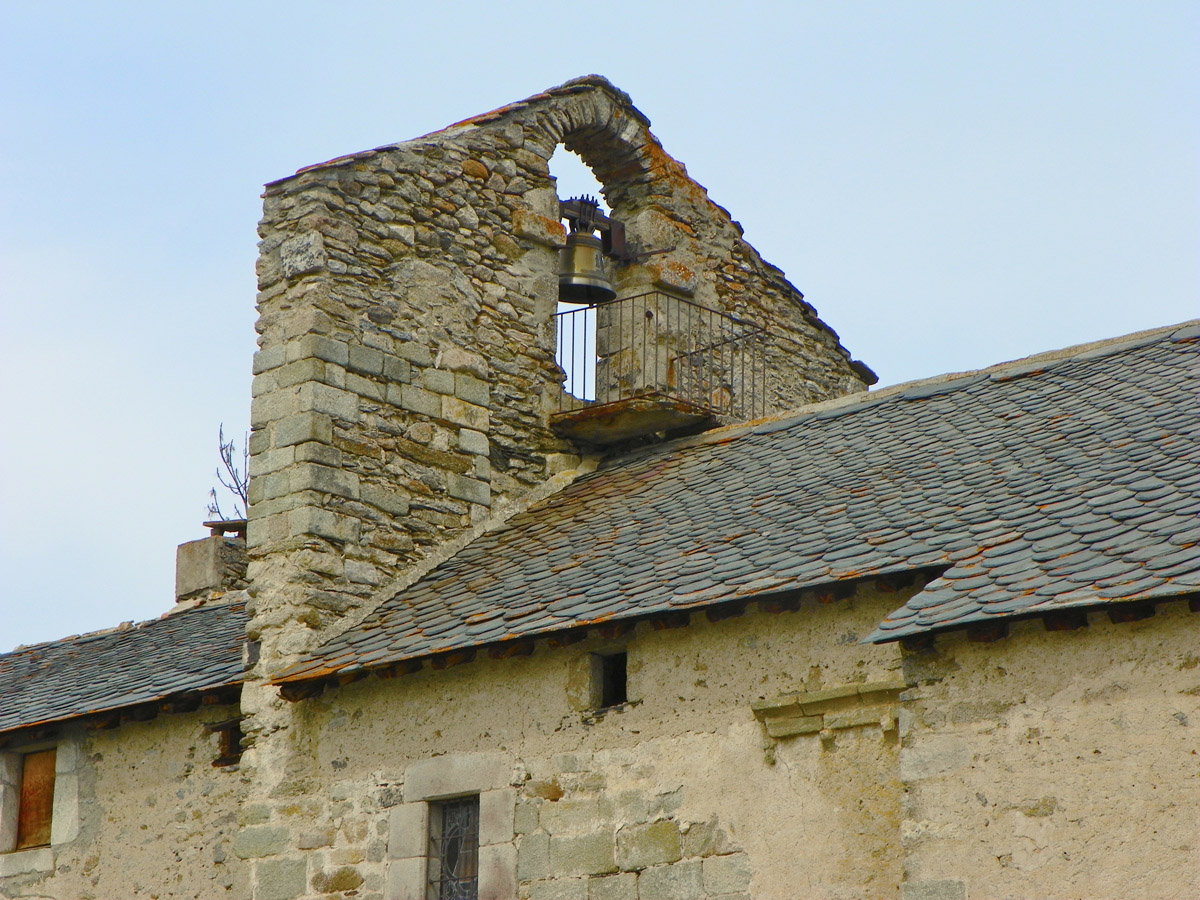
El campanar d'espadanya

De l'església romànica només se'n conserva part de la façana meridional, feta de pedres tallades de grans dimensions, i el portal, envoltat per una arquivolta de tres arcs en gradació, el primer decorat amb boles i caps; el segon té forma de bossell i se sustenta en dues curtes columnes rematades per capitells massissos, esculpits però molt poc detallats: el de l'esquerra mostra una figura dempeus al costat d'un animal, potser un lleó, i al de la dreta hi ha una persona amb un lleó a banda i banda. La porta és decorada amb ferramenta. Per dessobre i a l'esquerra del portal es pot admirar una mènsula antropomòrfica, darrer vestigi d'un antic porxo. Al mateix mur hi ha algunes petites mènsules de l'antiga volada o cornisa romànica, desapareguda. El temple és rematat per un campanar d'espadanya d'una obertura.
L'absis és quadrat, una transformació moderna de l'original romànic semicircular.